# Ёжик и девочка
«Ёжик и девочка» — рисованный мультфильм Аллы Грачёвой 1988 года, созданный на студии «Киевнаучфильм».

## Сюжет
Ёжик, живущий под крыльцом дома и страдающий от одиночества, знакомится с девочкой, весело играющей во дворе с мячом. Девочка принимает ёжика в свою компанию, но она очень недовольна наличием на его спине острых колючек. Её недовольство усиливается тем, что эти колючки сначала прокалывают её мяч, потом ранят ей палец, а позднее даже рвут её платье. Но девочка каждый раз прощает колючего ежа и даже делает с помощью ножниц своё порванное платье ещё более красивым.

На радостях от починки платья девочка угощает ёжика сладкой малиной с молоком. Но ежиные иглы цепляются за скатерть, тянут её, и вся посуда с лакомствами оказывается разбитой на полу. Чаша терпения девочки переполняется, и она прогоняет «такого колючего» ёжика прочь. Изгнанный ёжик от отчаяния решается на крайние меры: состригает ножницами все свои иглы и в таком виде возвращается к девочке. Но та не оценивает такого самоотверженного поступка и начинает смеяться над новым внешним видом ёжика. Ёжик, обиженный, уходит куда глаза глядят. Но девочка, увидев через окно, как голый, беззащитный ёжик уходит жить под открытым небом, осознаёт свою ошибку: она приносит ёжика обратно к себе и больше не возмущается его колючками, которые со временем вновь отрастают.

## Съёмочная группа
| автор сценария            | Г. Власенко                                                    |
| кинорежиссёр              | Алла Грачёва                                                   |
| художник-постановщик      | Николай Чурилов                                                |
| композитор                | Юрий Шевченко                                                  |
| кинооператор              | Анатолий Гаврилов                                              |
| звукооператор             | Игорь Погон                                                    |
| художники-мультипликаторы | Алла Грачёва, И. Бородаева, Константин Баранов, Олег Коваленко |
| роль озвучила             | Людмила Козуб                                                  |
| ассистенты                | О. Малова, Е. Перекладова, В. Езерский                         |
| монтаж                    | И. Педан                                                       |
| редактор                  | Евгений Назаренко                                              |
| директор съёмочной группы | Иван Мазепа                                                    |